# Dendrochilum simplicissimum
Dendrochilum simplicissimum är en orkidéart som beskrevs av Johannes Jacobus Smith. Dendrochilum simplicissimum ingår i släktet Dendrochilum och familjen orkidéer.
Artens utbredningsområde är Sulawesi. Inga underarter finns listade i Catalogue of Life.